# Belagarda
Bèla Garda (en francès Bellegarde-en-Marche) és un municipi francès situat al departament de la Cruesa i a la regió de la Nova Aquitània.

## Demografia
| 1962                                       | 1968 | 1975 | 1982 | 1990 | 1999 | 2008 |
| ------------------------------------------ | ---- | ---- | ---- | ---- | ---- | ---- |
| 404                                        | 413  | 417  | 407  | 425  | 425  | 434  |
| Des de 1962: població sense dobles comptes |      |      |      |      |      |      |

## Administració
| Període | Identitat           | Partit |
| ------- | ------------------- | ------ |
| 2001-   | Jean-Pierre Bonnaud |        |

## Agermanaments
- Chamblon